# Batkhela
Batkhela är en stad i den pakistanska provinsen Khyber Pakhtunkhwa. Den är huvudort för distriktet Malakand, och folkmängden uppgick till cirka 70 000 invånare vid folkräkningen 2017.